# Sheila Seebaluck
Sheila Seebaluck (* 13. Dezember 1964) ist eine ehemalige mauritische Leichtathletin, die sich auf den Mittelstreckenlauf spezialisiert hat. Sie ist Inhaberin des Landesrekordes im 800-Meter-Lauf und gewann drei Medaillen bei Afrikameisterschaften.

## Sportliche Laufbahn
Erste Erfahrungen bei internationalen Meisterschaften sammelte Sheila Seebaluck vermutlich im Jahr 1988, als sie bei den Afrikameisterschaften in Annaba in 2:08,35 min die Bronzemedaille im 800-Meter-Lauf hinter der Algerierin Hassiba Boulmerka und Maria de Lurdes Mutola aus Mosambik gewann. Anschließend nahm sie an den Olympischen Sommerspielen in Seoul teil und schied dort mit 2:08,93 min in der ersten Runde aus. 1990 gewann sie bei den Afrikameisterschaften in Kairo in 3:46,94 min die Bronzemedaille mit der mauritischen 4-mal-400-Meter-Staffel gemeinsam mit Christine Duvergé, Jane Thondojee und Gilliane Quirin. Zuvor schied sie bei den Commonwealth Games in Auckland mit 2:13,69 min im Vorlauf über 800 Meter aus. Bei den Crosslauf-Weltmeisterschaften 1991 in Antwerpen lief sie nach 25:35 min auf dem 123. Platz über die Langdistanz ein und im Jahr darauf gewann sie bei den Afrikameisterschaften im heimischen Belle Vue Maurel in 3:42,68 min gemeinsam mit Nadine Benoît, Sandra Govinden und Gilliane Quirin die Bronzemedaille hinter den Teams aus Nigeria und Südafrika. 1993 schied sie bei den Weltmeisterschaften in Stuttgart mit 2:10,54 min in der ersten Runde über 800 Meter aus und im Jahr darauf belegte sie bei den Spielen der Frankophonie in Bondoufle in 4:27,55 min den achten Platz im 1500-Meter-Lauf. Anschließend schied sie bei den Commonwealth Games in Victoria mit 2:11,63 min im Vorlauf über 800 Meter aus und wurde über 1500 Meter in 4:26,45 min Elfte. Daraufhin trat sie nicht mehr international in Erscheinung.
In den Jahren von 1983 bis 1985 sowie 1989 und 1990 wurde Seebaluck mauritische Meisterin im 400-Meter-Lauf sowie von 1983 bis 1985 und von 1989 bis 1991 über 800 Meter. Zudem wurde sie 1990 und 1991 auch Landesmeisterin im 1500-Meter-Lauf.

## Persönliche Bestleistungen
- 400 Meter: ?
- 800 Meter: 2:03,79 min, 23. Mai 1988 in Rehlingen-Siersburg (mauritischer Rekord)
- 1000 Meter: 2:46,34 min, 6. August 1988 in Genf (mauritischer Rekord)
- 1500 Meter: ?